# Boris Schreiber
 (février 2013).
Pour les articles homonymes, voir Schreiber.
Œuvres principales
- La Rencontre des absents (1963)
- La Traversée du dimanche (1987)
- Un silence d’environ une demi-heure (1996)

Boris Schreiber (18 mai 1923 à Berlin - 11 février 2008 à l’hôpital américain de Neuilly) est un écrivain français.

## Biographie
Boris Schreiber est né le 18 mai 1923 à Berlin où ses parents, Wladimir Schreiber et Eugénie Markowitch, ont trouvé refuge au lendemain de la Révolution russe. Son père travaille pour la Deroutra puis pour une entreprise allemande d’import-export et la famille connaît alors des années d’opulence. Six ans plus tard, après que le père a perdu son emploi, les Schreiber quittent Berlin pour Anvers où ils vivent dans la plus grande pauvreté. Boris Schreiber et sa mère sont alors recueillis à Riga par la famille d’Eugénie Schreiber. Les Schreiber s’installent à Paris au début des années 1930. Boris Schreiber, à qui sa tante a appris le français à Riga, est scolarisé dans divers établissements.
Il débute en 1937 la rédaction de son journal et tente d’entrer en contact avec divers écrivains (Romain Rolland, Georges Duhamel, Francis Carco). Se tenant informé de la vie littéraire, il découvre les œuvres de romanciers juifs émigrés de l’Est, notamment celles d’Irène Némirovsky et de Jean Malaquais. Il est reçu, en 1938, par André Gide à qui il lit des pages de son journal ainsi qu’une nouvelle.
Durant l'Occupation, la famille s’établit à Marseille d’où Boris Schreiber rend visite à Gide à Cabris. Il y rencontre également Roger Martin du Gard, Henri Thomas et Jean Schlumberger. Il obtient le baccalauréat et s’inscrit à la Faculté de Droit d’Aix-Marseille (1942-43). Bien que les autorités de Vichy lui délivrent un document indiquant qu’apatride d’origine russe, il est de confession orthodoxe et échappe aux lois anti-juives. Il est contraint, pour se soustraire au STO, de travailler pour l’organisation allemande Todt (1944). Il rejoint les FFI à la veille de la libération de Marseille et collabore quelques mois à Rouge Midi avant de rejoindre ses parents à Paris. Il y rencontre peu après Simone, qu’il épouse quelques années plus tard, obtient la nationalité française (1947) et reprend des études à la Sorbonne (Lettres, Russe).
Il commence alors la rédaction de son premier roman, un récit de la guerre à Marseille, Le Droit d’asile, qui sera publié en 1957. Si Boris Schreiber enseigne pendant quelques années, il se consacre à l’écriture grâce aux subsides qu’il reçoit de ses parents – son père développant avec succès une affaire dans les pétroles. Il reçoit le Prix Combat pour La Rencontre des absents (1963) et publie, chez divers éditeurs, une dizaine de romans qui ne connaissent qu’un succès d’estime, La Traversée du dimanche (1987) obtenant le Prix Sainte-Beuve.
Il se sépare de Simone en 1968 pour vivre avec Lucienne, séparation sur laquelle revient Le Cratère, roman qui paraît en 1975. Quelques années après la disparition de son père (1976), il quitte Lucienne et divorce de Simone pour épouser Arria (1982). Il effectue de nombreux voyages à l’étranger et s’installe partiellement aux États-Unis, à Long Island. Après la disparition de sa mère (1985), il débute la part autobiographique de son œuvre et obtient le Prix Renaudot en 1996 pour Un silence d’environ une demi-heure. Sa dernière œuvre, un recueil de nouvelles, Faux titre, paraît quelques semaines avant sa disparition.

## L’homme et son œuvre
Boris Schreiber commence, à treize ans, un journal dont il poursuivra l’écriture tout au long de sa vie. Il se présente ainsi lui-même : « étranger avant la guerre, juif pendant la guerre et écrivain rejeté après la guerre » ; soit une époque, un homme, une œuvre, les trois composantes de son tourment. Son œuvre se développe sur deux pôles : une œuvre romanesque qui s’ouvre, en 1957, avec Le Droit d’asile et s’achève, en 2008, avec Faux titre ; une œuvre autobiographique qui présente l’originalité de refuser la première personne du singulier : Le Lait de la nuit (1989), Le Tournesol déchiré (1991), Un silence d’environ une demi-heure (1996), Hors-les-murs (1998). Entre ces deux pôles il n’y a pas de solution de continuité : vie et fiction se nourrissent l’une de l’autre à partir de cette matrice, sourde et profonde, qu’est le journal (inédit) et à partir d’un travail de remémoration portant sur l’ensemble des événements et des sentiments qu’un adolescent juif ne pouvait coucher sur le papier durant la guerre.
Schreiber ne vécut que pour écrire et dut se battre pour cela contre un père qui ne voyait pas d’un bon œil sa vocation, contre les éditeurs dont il reçoit les refus comme autant d’humiliations. Son père lui offrira toutefois les moyens de se consacrer à l’écriture et sa mère lui apportera un soutien indéfectible, tandis qu’il se tient à l’écart du monde littéraire où il ne compte que de rares amis (Alain Bosquet, Pierre Drachline…) et que son œuvre ignore les modes qui s’y succèdent. Elle rejoint pourtant les préoccupations et les productions littéraires de plusieurs de ses contemporains (Jean Malaquais, Romain Gary, Jean Cayrol…) par les thématiques qui l’habitent (la guerre, la judaïté…) ainsi que par certaines innovations formelles (systèmes narratifs complexes, narrateurs non crédibles…)
Conscient de sa valeur, Schreiber se met volontiers en scène dans ses romans comme dans son œuvre personnelle sous les traits d’un écrivain maudit, se peint régulièrement en mégalomane et en misanthrope ne pensant qu’à son œuvre et à la reconnaissance qu’il en attend. Une telle image, parfois outrée jusqu’au grotesque, contribue à détourner de ses écrits l’attention de la critique et du public. Cet homme que l’Histoire aurait dû faire disparaître, qui, un an durant, travaille pour ceux qui anéantissent les siens, n’a trouvé d’autre moyen de survivre que la littérature et l’écriture – une littérature et une écriture hantées par le souvenir de la guerre et habitées par des personnages dont l’identité est niée. Aussi son œuvre est-elle pour lui-même affaire de survie mais également constituée de récits de survie, ce dont témoigne la phrase qui ouvre son premier roman, Le Droit d’asile (1957) : « Ce fut un jour affreux celui où je survécus ». Faisant suite à un silence de cinq ans environ, celui auquel l’adolescent juif et apatride est contraint sous l’Occupation, l’œuvre de Schreiber est une des plus fortes de celles qui ont tenté de rendre compte des pires heures du XXe siècle.

## Problématiques centrales
À propos d’un écrivain qui parle toujours de lui, sous la forme du « je » de l’autobiographie ou sous les masques de héros romanesques, deux formes qui s’interpénètrent dans l’œuvre de Schreiber, il est coutumier de parler de narcissisme. Rapporter Schreiber et son œuvre à cette notion empruntée à la psychanalyse les enfermeraient dans une interprétation qui ne tiendrait nul compte des jeux de dérèglement qu’elle impose aux fonctionnements ordinaires du récit. Dans l’œuvre de Schreiber le même est toujours un autre, en témoignent diverses allusions à Rimbaud et surtout l’effort qui la conduit à refuser la première personne du singulier tant dans Le Droit d’asile, dont le héros se dit à la première personne mais est aussi évoqué à la troisième, que dans La Traversée du dimanche, unique exemple d’œuvre écrite à la première personne du pluriel. Singulière, l’autobiographie de Schreiber est véhiculée par une écriture où le « je » tend à disparaître : tandis que Le Tournesol déchiré est régi par un étrange « ils », Un silence d’environ une demi-heure se construit autour de la succession de trois instances narratives (« Boris et moi », « Boris sans moi », « Boris tout seul »). Le pacte autobiographique ne réside plus que dans l’identité du prénom du personnage et de celui de l’auteur – identité d’autant plus problématique que « Boris » est aussi « Borinka » ou « Borik » et que, privés de prénoms, les héros du Droit d’asile et de La Descente au berceau ne sont connus que par des surnoms. Manière de dire qu’ils sont juifs… 
Bien que l’œuvre de Schreiber soit hantée par l’holocauste, celui-ci y est envisagé par le biais de personnages qui y ont « échappé » mais n’y ont pas « survécu » (La Descente au berceau, p. 29). Au terme d’« holocauste », l’écrivain préfère toutefois celui de « massacres », qui l’autorise à introduire dans son œuvre diverses figures d’exclus (clochards, prostituées, infirmes…) et à représenter d’autres moments de violence raciale et politique à l’image des mouvements de libération nationale qui interviennent dans Les Souterrains du soleil (1977). Comme le montre l’itinéraire du héros de ce roman, dont les projets de rénovation sociale tournent court, Schreiber s’intéresse moins à l’Histoire et à ceux qui la font qu’à ceux qu’elle défait et qui doivent, pour (sur)vivre, refonder leur « moi » et s’inventer une identité. Aussi son œuvre peint-elle toujours des quêtes spirituelles et retrouve-t-elle quelques-unes des thématiques centrales du roman initiatique. Le langage et les mots deviennent ainsi les territoires où se jouent les destins de héros dont la quête identitaire, comme celle de l’écrivain lui-même écartelé entre deux langues, le français et le russe, passe par un effort d’appropriation langagière. Bien que Boris Schreiber aime les mots avec passion et en joue avec gourmandise, son rapport à la langue demeure complexe. Se développe en effet, sous sa plume, à travers des autoportraits et diverses figures fictives d’écrivains ratés ou impuissants, un imaginaire du langage qui lui fait porter la trace des plus tragiques événements du siècle. En témoigne ce personnage des Heures qui restent (1958), lancé à la recherche d’un mot qu’il a entendu dans un abri pendant la guerre, d’un mot qu’il a oublié mais qui lui a donné un instant de plénitude qu’il voudrait retrouver.

## Ouvrages de Boris Schreiber
- Le Droit d’asile, Denoël, Paris 1957.
- Les Heures qui restent, Denoël, Paris, 1958.
- La Rencontre des absents, Calmann-Lévy, Paris, 1962. Prix Combat.
- L’Évangile selon Van Horn, Belfond, Paris, 1972.
- Les Premiers jours de Pompéi, Belfond, Paris, 1973.
- L'Oiseau des profondeurs[2], Luneau Ascot, Paris, 1987. Repris sous le titre de La traversée du dimanche, Fleuve noir, Paris, 1998. Prix Sainte-Beuve.
- Le Cratère, Grasset, Paris, 1975.
- Les Souterrains du soleil, Grasset, Paris, 1977.
- L’Organeau, Jean-Jacques Pauvert, Paris, 1982.
- La Descente au berceau, Luneau Ascot, 1984.
- Le Lait de la nuit, F. Bourin-Julliard, Paris, 1989 (Gallimard, « Folio », Paris, 1991).
- Le Tournesol déchiré[3], F. Bourin-Julliard, Paris, 1991 (Gallimard, « Folio », Paris, 1993).
- Un silence d’environ une demi-heure[2], Le Cherche-Midi, Paris, 1996 (Gallimard, « Folio », Paris, 1998). Prix Renaudot.
- Hors-les-murs[4], Le Cherche Midi, Paris, 1998 (Gallimard, « Folio », Paris, 2000).
- L’Excavatrice, Le Cherche Midi, Paris, 2000 (Gallimard, « Folio », Paris, 2001).
- La Douceur du sang, Le Cherche Midi, Paris, 2003 (Gallimard, « Folio », Paris, 2004).
- La Mille et unième nuit[5], Sables éditions, Pin-Balma, 2005.
- Faux titre, Le Cherche Midi, Paris, 2008.